# 潔西卡·皮爾茲
潔西卡·皮爾茲（德語：Jessica Pilz，1996年11月22日—）是一名奧地利女子運動攀登運動員。她曾經獲得獲得2024年夏季奧林匹克運動會運動攀登比賽銅牌、2018年世界攀岩錦標賽女子難度賽金牌和女子全能賽銅牌。

## 外部連結
- IFSC （页面存档备份，存于） （英文）
- 潔西卡·皮爾茲的Facebook專頁
- 潔西卡·皮爾茲的Instagram帳戶